# Cristina Plazas
Cristina Plazas, all'anagrafe Cristina Plazas Hernández (Madrid, 30 settembre 1969), è un'attrice spagnola, nota per aver interpretato il ruolo di Marina Salgado nella serie Los hombres de Paco e per quello di Miranda Aguirre nella serie Vis a vis - Il prezzo del riscatto (Vis a vis).

## Biografia
Cristina Plazas è nata il 30 settembre 1969 a Madrid (Spagna), all'età di ventuno anni si è trasferita a Valencia, dove ha iniziato a lavorare come attrice professionista.

## Carriera
Cristina Plazas nel 1999 ha fatto il suo debutto cinematografico nel film Se buscan fulmontis. Nello stesso anno ha partecipato al cortometraggio Marionetas de plomo dove ha interpretato il ruolo di Irina, seguito da La tarara del chapao. Nel 2001 ha partecipato a un altro cortometraggio, Tequila.com. Ha presentato il programma del concorso La Pantalla de la Sort su Canal 9 Dos.
Nel 2001 ha ottenuto il suo primo ruolo da protagonista al cinema nel film L'illa de l'holandès interpretando Feli. Un anno dopo, ha fatto un'apparizione come cameo nella serie Psico Express. Nel 2002 ha recitato nel film televisivo ¿Donde está?. Nello stesso anno è apparsa in un episodio della serie Central Hospital, in cui ha ricoperto il ruolo di Susana.
Ha fatto una piccola apparizione nel film Cuando esté todo en orden come Maribel. Nel 2003 ha partecipato al film Acosada, in cui ha interpretato il ruolo di Natalia. Ha partecipato al film televisivo Ausiàs March, in cui aveva interpretato il ruolo di Queen María. È apparsa anche in due episodi della serie El comisario e nel film televisivo Otra ciudad (nel ruolo di Eva) e in Bala perdida (nel ruolo di Soledad).
Nel 2004 è apparsa nei film Amb el 10 a l'esquena (nel ruolo di Rita) e in Cien maneras de acabar con el amor (nel ruolo di Luisa). L'anno successivo, nel 2005, ha fatto piccole apparizioni in film come Mintiendo a la vida (nel ruolo di Helena Durán), Camps de maduixes (nel ruolo di Marina), A ras de suelo (nel ruolo di Carmen) e in Síndrome trabajo (nel ruolo di Amparo).
Nel 2006 ha ricoperto il ruolo di Irina nel film Animali feriti (Animales heridos) diretto da Ventura Pons. Nello stesso anno è apparsa nel film La bicicleta (nel ruolo di Ángeles) e in Vete de mí (nel ruolo di Ana). Nel 2007 ha fatto un'altra apparizione nel film La vida abismal, in cui interpretava una prostituta. Alla fine del 2007 è apparsa come comprimaria nella serie di TV3 La via Augusta e in Gominolas (nel ruolo di Aurora).
È anche apparsa in quattro episodi come personaggio ricorrente nella serie Plan America. Tuttavia, ha guadagnato fama e popolarità nella serie di Antena 3 Los hombres de Paco, dove ha interpretato il ruolo di Marina Salgado. Inoltre, nel 2010 ha interpretato il ruolo di Rafaela nel film Tres metros sobre el cielo e nel 2012 nel sequel Tengo ganas de ti.
Nel 2010 e nel 2011 ha interpretato il ruolo di Eulalia Prado Salvatierra nella soap opera Amare per sempre (Amar en tiempos revueltos). Nel 2012 è entrata a far parte del cast della soap opera La Riera, nel ruolo di Cristina Padró Rodríguez; nel 2014 in quello della serie di Antena 3 Velvet, nel ruolo di Pilar Márquez; e nel 2015 in quello della serie Vis a vis - Il prezzo del riscatto (Vis a vis), nel ruolo di Miranda Aguirre.
Dal 2017 al 2021 ha interpretato il ruolo di Laura Bertrán Acuna nella serie Estoy vivo. Nel 2019 e nel 2020 è stata scritturata per ricoprire il ruolo di Rebeca Santana Dorado nella serie di Atresplayer Premium El nudo.

## Filmografia

### Cinema
- Se buscan fulmontis, regia di Álex Calvo-Sotelo (1999)
- La tarara del chapao, regia di Enrique Navarro (2000)
- L'illa de l'holandès, regia di Sigfrid Monleón (2001)
- Cuando todo esté en orden, regia di César Martínez Herrada (2002)
- Acosada, regia di Pedro Costa (2003)
- Bala perdida, regia di Pau Martínez (2003)
- A ras de suelo, regia di Carlos Pastor (2005)
- Mintiendo a la vida (2005)
- Vete de mí, regia di Víctor García León (2006)
- La bicicleta, regia di Sigfrid Monleón (2006)
- Animali feriti (Animales heridos), regia di Ventura Pons (2006)
- Cien maneras de acabar con el amor, regia di Vicente Pérez Herrero (2004)
- La vida abismal, regia di Ventura Pons (2007)
- Tres metros sobre el cielo, regia di Fernando González Molina (2010)
- El mal ajeno, regia di Óskar Santos (2010)
- No tengas miedo, regia di Montxo Armendáriz (2011)
- El cuerpo, regia di Oriol Paulo (2012)
- Tengo ganas de ti, regia di Fernando González Molina (2012)
- El país del miedo, regia di Francisco Espada (2015)
- Asamblea, regia di Álex Montoya (2019)
- Chavalas, regia di Carol Rodríguez Colás (2021)

### Televisione
- El comisario – serie TV, 2 episodi (2001, 2003)
- Gregorio Mayans – serie TV (2001)
- Hospital Central – serie TV, 1 episodio (2002)
- Desenlace – serie TV (2002)
- Psico express – serie TV, 1 episodio (2002)
- ¿Dónde está?, regia di Juan Carlos Claver – film TV (2002)
- Otra ciudad, regia di César Martínez Herrada – film TV (2003)
- Ausias March, regia di Daniel Múgica – film TV (2003)
- Amb el 10 a l'esquena, regia di Eduard Cortés – film TV (2004)
- Viure de mentides, regia di Jorge Algora – film TV (2005)
- Camps de maduixes, regia di Carlos Pastor – film TV (2005)
- Síndrome laboral, regia di Sigfrid Monleón – film TV (2005)
- El monstruo del pozo, regia di Belén Macías – film TV (2007)
- Gominolas – serie TV, 1 episodio (2007)
- La vía Augusta – serie TV, 12 episodi (2007)
- Plan América – serie TV, 2 episodi (2008)
- Serrallonga – miniserie TV, 4 episodi (2008)
- Comida para gatos, regia di Carlos Pastor – film TV (2008)
- Los hombres de Paco – serie TV, 31 episodi (2008-2010)
- Alakrana – serie TV, 2 episodi (2010)
- Amare per sempre (Amar en tiempos revueltos) – soap opera, 252 episodi (2010-2011)
- Cheers – serie TV, 1 episodio (2010)
- La Riera – soap opera, 849 episodio (2012-2016)
- Gran Reserva – serie TV, 3 episodi (2013)
- Un berenar a Ginebra, regia di Ventura Pons – film TV (2013)
- 1.000 maneres de menjar-se un ou, regia di Rafa Montesinos – film TV (2013)
- Cuéntame un cuento – serie TV, 1 episodio (2014)
- Velvet – serie TV, 12 episodi (2014-2015)
- Vis a vis - Il prezzo del riscatto (Vis a vis) – serie TV, 24 episodi (2015-2016)
- El padre de Caín – miniserie TV, 2 episodi (2016)
- Estoy vivo – serie TV, 52 episodi (2017-2021)
- Félix – serie TV, 2 episodi (2018)
- Gigantes – serie TV, 4 episodi (2019)
- El nudo – serie TV, 13 episodi (2019-2020)
- Alto mare (Alta mar) – serie TV, 6 episodi (2020)
- Després de tú – serie TV, 4 episodi (2022)

### Cortometraggi
- Marionetas de plomo, regia di Rafa Montesinos (1999)
- Tequila.com, regia di Mique Beltrán (2001)
- Dentro, regia di David Delgado (2005)
- El caso de Marcos Rivera, regia di Pedro Uris (2005)
- Alumbramiento, regia di Eduardo Chapero-Jackson (2007)
- La maltratada historia de María, regia di Nacho Ruipérez (2007)
- Arco de choque, regia di Javier Diez (2016)
- Dieciocho, regia di Tonet Ferrer (2016)
- Irreversible, regia di Álvaro García Company (2017)
- Herederos, regia di Txema Ballano (2021)
- Harta, regia di Júlia de Paz (2021)

## Teatro
- Nozze di sangue (Bodas de Sangre) di Federico García Lorca, diretto da Jaime Pujol (1992)
- Dani i Roberta di John Patrick Shanley, diretto da Pep Ricart (1993)
- Nocturns di Paco Zarzoso, diretto da Pep Ricart (1995)
- Mandíbula afilada di Carles Alberola, diretto da Carles Alberola (1997)
- Nascuts culpables di Peter Shirovsky, diretto da Carles Alfaro e Joaquim Candeiras (2000)
- Algo auténtico di Tom Stoppard, diretto da Rafa Calatayud (2000)
- Varietés a la cuina, diretto da Carles Alfaro, Cristina Plazas, diretto da Carles Alfaro (2000)
- Las troyanas di Euripide, diretto da Jürgen Müller (2001)
- Dotze diuen Shakespeare di William Shakespeare, diretto da Joan Ollé (2002)
- L'escola de les dones di Molière, diretto da Carles Alfaro (2003)
- Fuenteovejuna di Lope de Vega, diretto da Ramon Simó (2005)
- El malentès di Albert Camus, diretto da Joan Ollé (2006)
- L'altra guerra di Elsa Solal, diretto da Ramon Simó (2007)
- Arcàdia di Tom Stoppard, diretto da Ramon Simó (2007)
- Conte d'hivern di William Shakespeare, diretto da Ferran Madico (2007)
- A la Toscana di Sergi Belbel, diretto da Sergi Belbel (2008)
- Una pieza española, de Yasmina Reza, diretto da Silvia Munt (2009)
- La dona justa di Sándor Márai, diretto da Fernando Bernués (2010)
- L'ombra al meu costat di Marilia Samper, diretto da Marilia Samper (2012)
- Quan despertem d'entre els morts di Henrik Ibsen, diretto da Ferran Madico (2013)
- Sota teràpia (2016)
- Todas las mujeres, diretto da Daniel Veronese (2018)

## Doppiatrici italiane
Nelle versioni in italiano dei suoi film e delle sue serie TV, Cristina Plazas è stata doppiata da:
- Antonella Giannini[12] in Velvet[13]
- Roberta Greganti[14] in Vis a vis (primo doppiaggio)[15]
- Elda Olivieri[16] in Vis a vis (secondo doppiaggio)[15]

## Riconoscimenti
- Alicante Film Festival
  - 2018: Vincitrice come Miglior attrice in un cortometraggio per Irreversible

- Iberoamerican Short Film Competition
  - 2008: Vincitrice come Miglior attrice in un cortometraggio per Alumbramiento

- Murcia Week of Spanish Cinema
  - 2008: Vincitrice come Miglior attrice in un cortometraggio per Alumbramiento

- Turia Awards
  - 2002: Vincitrice come Miglior nuova attrice per il film L'illa de l'holandès